# Simon Porte Jacquemus
Simon Porte Jacquemus (Salon-de-Provence, 16 de enero de 1990) es un diseñador de moda francés y fundador de la marca de moda Jacquemus, también suele ser reconocido en la prensa latinoamericana como uno de los primos maternos de la cantante hispano-mexicana Belinda.

## Carrera artística
En 2008, a los 18 años, fue a París, donde estudió durante unos meses en la Escuela Superior de Artes y Técnicas de la Moda (ESMOD). Luego dejó el programa para un puesto de asistente de estilista en la revista de moda Citizen K. La repentina muerte de su madre lo llevó a comenzar su propia carrera como diseñador de moda.
Tenía 20 años cuando creó su marca Jacquemus, el apellido de soltera de su madre. Promovió sus diseños haciendo que sus amigos usaran sus creaciones en las tiendas durante la Vogue's Fashion Night Out en 2010 en París. En 2012, fue invitado a presentar su colección durante la Semana de la Moda de París.
La mayoría de los tejidos utilizados en sus colecciones provienen de un proveedor de ropa de trabajo. El corte es simple, con pocos detalles, pero original. Las impresiones a veces recuerdan el mundo de las películas de Jacques Tati o Louis Malle. Jacquemus ha descrito sus creaciones como una moda "ingenua". Habiendo alcanzado cierta notoriedad, sus piezas ahora están a la venta en tiendas como Opening Ceremony en Nueva York, Broken Arm en París, Gago en Aix-en-Provence y Dover Street Market en Londres. En 2014, diseñó una colección para La Redoute . En 2015, recibió el Premio Especial del Jurado en el Premio LVMH, un concurso internacional creado por Delphine Arnault para jóvenes diseñadores de moda.
En 2017, Jacquemus agregó una línea de calzado a sus colecciones. También anunció en 2018 que diseñaría ropa de hombre, creando la línea en 2019. Además de los zapatos, Jacquemus también diseña bolsos y sombreros.Su línea de bolsas Chiquito ha logrado gran notoriedad tras ser usada por artistas como Rihanna, Kim Kardashian y Kendall Jenner.
En abril de 2024 fue padre de dos gemelas por gestación subrogada.

## Premios
- Finalista 2014, Premio LVMH[14][15]
- Premio Jurado Especial 2015 LVMH[3]
- Premio a la elección del director de moda 2017 en los Premios Elle Style